# Chůva

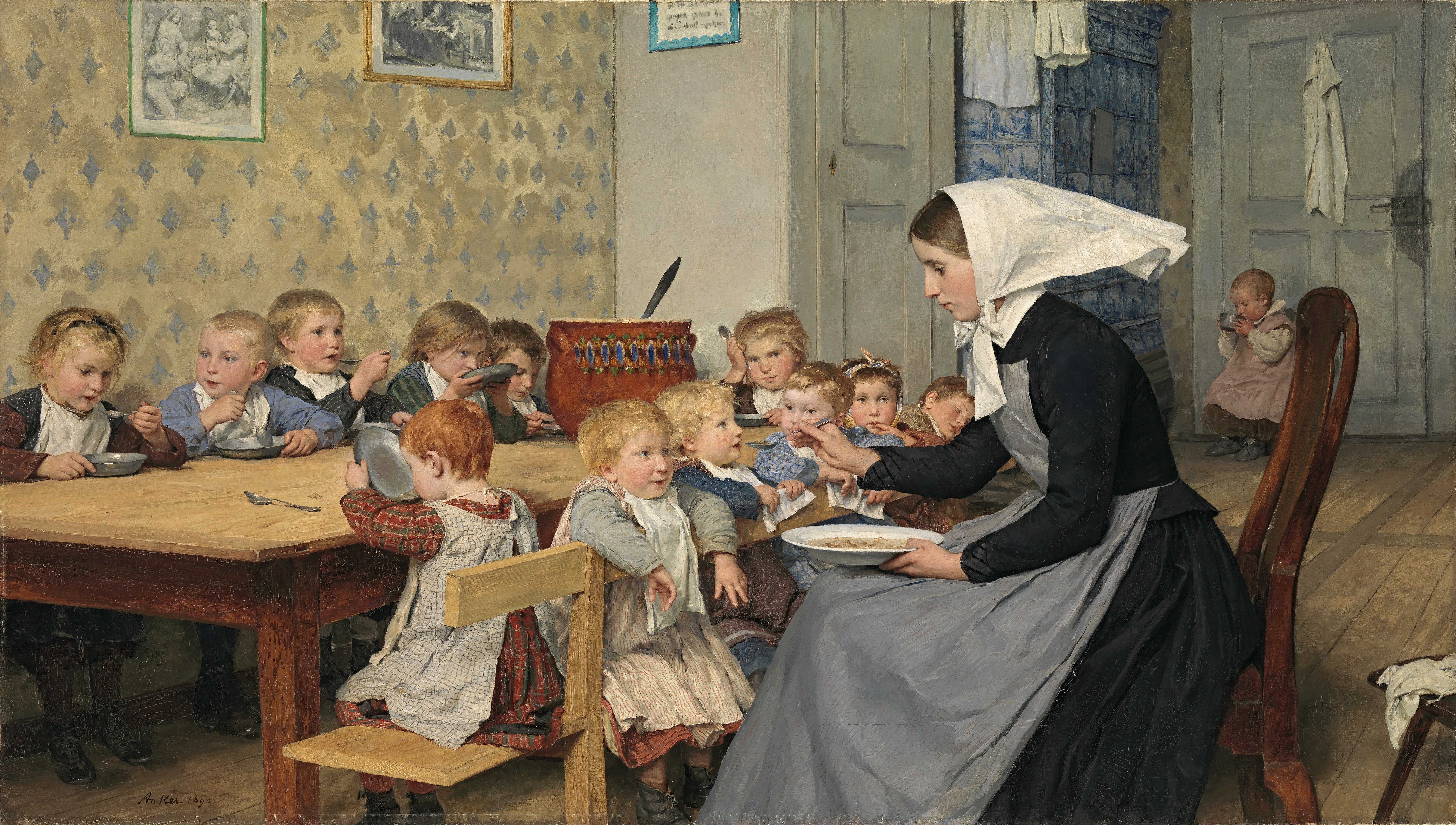
Chůva
Albert Anker - The Crèche

Chůva je žena (nebo i muž), jejíž pracovní náplní je výchova dětí a starost o ně. Ke své činnosti je způsobilá vzděláním nebo zkušeností a pobírá za ni plat. Za chůvu se také označuje kojná.
Na rozdíl od hospodyně nemá na starost chod domácnosti, nezastává tedy práci služky, pradleny, kuchařky a podobně. Oproti au pair jde o plnohodnotné zaměstnání, nikoli o dlouhodobého hosta.

## Historie
Jan Amos Komenský v informatoriu školy mateřské na příkladech ilustroval důležitost správného výběru chůvy. Upozornil, že Caligulova ukrutnost šla ruku v ruce se zlobou a bezbožností jeho chůvy, stejně jako opilecká chůva vychovala z Tiberia pijana. B. Kočího Malý slovník naučný z roku 1925 uvádí definici, podle níž je chůva: „Ženská osoba, jež chová, též dozírá a odpovídá za svěřené děti; někdy i vychovatelka dětí. Proto důležito, aby chůva byla tělesně zdravá a mravně bezúhonna.“

## Česká republika
V České republice v Národní soustavě kvalifikací existuje autorizovaná zkouška Chůva pro děti do zahájení povinné školní docházky (kód: 69-017-M). Zkouška je až 4 hodinová a ověřuje se úroveň znalostí z
- Dodržování zásad bezpečnosti a prevence úrazů
- Poskytování první pomoci dítěti/dětem
- Péče o běžně nemocné dítě v domácím prostředí
- Vedení dítěte k hygienickým návykům
- Uplatňování zásad správného životního stylu podle věku dítěte
- Uplatňování metod a forem pedagogické práce s ohledem na věk dítěte/dětí
- Řešení nepříznivých výchovných situací z pedagogicko-psychologického hlediska
- Uplatňování znalostí o vývojových etapách a socializaci dítěte v praxi
- Dodržování etických principů při práci chůvy a vedení dítěte k morálním hodnotám
- Orientace v pracovněprávních vztazích uplatnitelných v profesním životě chůvy
- Provozní a hygienická pravidla při práci s dětmi v zařízení či domácnosti dítěte.

Po úspěšném složení zkoušky je chůvě vystaveno potvrzení o autorizační zkoušce.